# Gurutze Fernández Callejo
Gurutze Fernández Callejo, coneguda esportivament com Guru (Urretxu, Guipúscoa, 4 de maig de 1979) és una exjugadora de futbol basca.
Davantera, començà a practicar el futbol en etapa escolar. Als divuit anys fitxà per l'Eibartarrak FT de categoria Nacional i, dues temporades després, jugà a l'Oairtzun KE. La temporada 2003-04 fitxà per l'Athletic Club de Bilbao, amb el qual debutà a la Superlliga Femenina i aconseguí tres títols de Lliga (2003-04, 2004-05, 2006-07). Entre 2007 i 2009 competí amb el Llevant Unió Esportiva, amb el qual guanyà el seu quart títol de Lliga (2007-08). Tornà a l'Athletic Club la temporada 2009-10, retirant-se esportivament el juliol de 2013 després d'haver competit durant vuit temporades amb el club basc. Fou internacional amb la selecció espanyola en cinc ocasions entre 2004 i 2007 i competí amb la selecció del País Basc en dues.